# 马哈杜拉
马哈杜拉（Mahadula），是印度马哈拉施特拉邦那格浦尔县的一个城镇。总人口18246（2001年）。

## 人口
该地2001年总人口18246人，其中男性9417人，女性8829人；0—6岁人口2184人，其中男1103人，女1081人；识字率76.30%，其中男性为81.48%，女性为70.77%。